# The Boomin' System
"The Boomin' System" foi o primeiro single lançado do quarto álbum de LL Cool J, Mama Said Knock You Out. Foi lançado em 2 de Agosto de 1990 pela Def Jam Recordings, produzido por Marley Marl e co-produzido por LL Cool J.  "The Boomin' System" foi o primeiro dos seis singles lançados do álbum e alcançou o número 48 na Billboard Hot 100 e número 1 na parada Hot Rap Singles. A canção também contém um sample do riff de guitarra de "The Payback", de James Brown.

## Lista de faixas

### Lado-A
1. "The Boomin' System" (Radio 1)- 3:41
2. "The Boomin' System" (Radio 2)- 3:41

### Lado-B
1. "The Boomin' System" (The Underground Mix)- 4:31